# Brachistosternus castroi
Espèce
Brachistosternus castroi est une espèce de scorpions de la famille des Bothriuridae.

## Distribution
Cette espèce est endémique de la région d'Atacama au Chili. Elle se rencontre vers Copiapó.

## Description
Le mâle holotype mesure 37 mm.

## Étymologie
Cette espèce est nommée en l'honneur de Raul Castro.

## Publication originale
- Mello-Leitão, 1940 : Aracnidos de Copiapo (Atacama) y de Casablanca. Revista Chilena de Historia Natural, no 44, p. 231-235.